# Saint-Point-Lac
Saint-Point-Lac és un municipi francès situat al departament del Doubs i a la regió de Borgonya - Franc Comtat. L'any 2007 tenia 251 habitants.

## Demografia

### Població
El 2007 la població de fet de Saint-Point-Lac era de 251 persones. Hi havia 96 famílies de les quals 24 eren unipersonals (4 homes vivint sols i 20 dones vivint soles), 32 parelles sense fills i 40 parelles amb fills.
La població ha evolucionat segons el següent gràfic:
Habitants censats

### Habitatges
El 2007 hi havia 204 habitatges, 96 eren l'habitatge principal de la família, 99 eren segones residències i 9 estaven desocupats. 107 eren cases i 97 eren apartaments. Dels 96 habitatges principals, 68 estaven ocupats pels seus propietaris i 28 estaven llogats i ocupats pels llogaters; 4 tenien una cambra, 8 en tenien dues, 8 en tenien tres, 20 en tenien quatre i 56 en tenien cinc o més. 80 habitatges disposaven pel capbaix d'una plaça de pàrquing. A 41 habitatges hi havia un automòbil i a 51 n'hi havia dos o més.

### Piràmide de població
La piràmide de població per edats i sexe el 2009 era:
| Homes | Edats   | Dones |
| ----- | ------- | ----- |
| 0     | 95 o +  | 0     |
| 0     | 90 a 94 | 0     |
| 0     | 85 a 89 | 0     |
| 0     | 80 a 84 | 0     |
| 0     | 75 a 79 | 4     |
| 12    | 70 a 74 | 4     |
| 4     | 65 a 69 | 4     |
| 0     | 60 a 64 | 12    |
| 8     | 55 a 59 | 0     |
| 8     | 50 a 54 | 4     |
| 12    | 45 a 49 | 0     |
| 4     | 40 a 44 | 12    |
| 12    | 35 a 39 | 12    |
| 8     | 30 a 34 | 0     |
| 0     | 25 a 29 | 8     |
| 0     | 20 a 24 | 0     |
| 12    | 15 a 19 | 4     |
| 16    | 10 a 14 | 0     |
| 16    | 5 a 9   | 4     |
| 4     | 0 a 4   | 0     |

## Economia
El 2007 la població en edat de treballar era de 163 persones, 129 eren actives i 34 eren inactives. De les 129 persones actives 119 estaven ocupades (68 homes i 51 dones) i 10 estaven aturades (2 homes i 8 dones). De les 34 persones inactives 10 estaven jubilades, 17 estaven estudiant i 7 estaven classificades com a «altres inactius».

### Ingressos
El 2009 a Saint-Point-Lac hi havia 98 unitats fiscals que integraven 280 persones, la mediana anual d'ingressos fiscals per persona era de 23.936 €.

### Activitats econòmiques
Dels 11 establiments que hi havia el 2007, 1 era d'una empresa alimentària, 1 d'una empresa de fabricació d'altres productes industrials, 2 d'empreses de comerç i reparació d'automòbils, 2 d'empreses d'hostatgeria i restauració, 3 d'entitats de l'administració pública i 2 d'empreses classificades com a «altres activitats de serveis».
Dels 2 establiments de servei als particulars que hi havia el 2009, 1 era una perruqueria i 1 restaurant.
L'any 2000 a Saint-Point-Lac hi havia 3 explotacions agrícoles que ocupaven un total de 228 hectàrees.

## Poblacions més properes
El següent diagrama mostra les poblacions més properes.